# Новруз, Джабир
Джаби́р Новру́з (Джабир Мирзабей оглу Новрузов; азерб. Cabir Mirzəbəy oğlu Novruzov; 12 марта 1933, Упа — 12 декабря 2002, Баку) — видный представитель азербайджанской литературы, Народный поэт Азербайджана (1999). Заслуженный деятель искусств Азербайджанской ССР (1979).

## Биография
Джабир Новрузов родился 12 марта 1933 года в селении Упа района Хызы Азербайджана. Окончив школу и Педагогический техникум им. М. А. Сабира, в 1952 году поступил на факультет журналистики Азербайджанского государственного университета. Год спустя по рекомендации Союза писателей Азербайджана направлен в Литературный институт имени А. М. Горького, который окончил в 1957 году.
К 1958 году он начал работать литературным работником в вечерней газете «Бакы». В 1967—1970-е годы занимал должность главного редактора литературно-художественного журнала «Азербайджан», а в 1991—1993 — газеты «Литература и искусство». С 1970 по 1997 годы был секретарем состава правления Союза писателей республики.
Активно участвовал в общественно — политической жизни страны.
Его произведения были переведены на многие иностранные языки. Также переводил книги поэтов мира на азербайджанский язык.
Одним из основных направлений творчества был романтический стиль. На его стихи написаны песни, исполненные творческими деятелями Азербайджана.

## Награды и звания
- Орден Трудового Красного Знамени (04.06.1986).
- Народный поэт Азербайджана (09.12.1999)[2].
- Заслуженный деятель искусств Азербайджанской ССР (30.07.1979)[3].
- Персональная стипендия Президента Азербайджанской Республики (02.10.2002)[4].

## Произведения
- 1982 — У земли-планеты : Стихи / Джабир Новруз ; Авториз. пер. с азерб. А. Передреева, 87 с. портр. 16 см, М. Сов. писатель 1982
- 1983 — Сердце планеты : Стихи и поэмы. [Пер. с азерб.] / Джабир Новруз ; Сост. и авт. вступ. ст. Б. Олейник, 135 с. ил. 20 см, Киев Молодь 1983
- 1984 — Жизнь проходит караваном : [Стихи и поэмы. Перевод] / Джабир Новруз; [Худож. Э. Гусейнов], 254 с. ил. 17 см, Баку Гянджлик 1984
- 1985 — Бабушки, дедушки и внуки : [Стихи и поэмы. Для мл. шк. возраста] / Джабир Новруз; [Худож. Р. Янбулатов], 51 с. 16 см, Баку Гянджлик 1985
- 1986 — Жизнь проходит как караван : Стихи и поэмы / Джабир Новруз; [Худож. Г. Ализаде], 285,[1] с. ил. 17 см, Баку Язычы 1985
- 1987 — Мир одной матерью рожден : Стихи и поэмы / Джабир Новруз ; Перевод с азерб. А. Передреева; [Худож. Д. Шевионков], 109,[1] с. ил. 17 см, М. Сов. писатель 1987
- 1987 — Ты дорог нам, древний мир : Стихи и поэмы / Джабир Новруз; [Худож. И. Нуралиев], 237,[1] с. ил. 17 см, Баку Язычы 1987
- 1988 — В стремнине лет летящих : Стихи и поэмы : Пер. с азерб. / Джабир Новруз, 253,[1] с. 21 см, М. Худож. лит. 1988
- 1989 — Мать моя, земля моя… : [Стихи и поэма] / Джабир Новруз; [Худож. Н. Бабаев], 204,[4] с., [1] л. портр. ил. 18 см, Баку Гянджлик 1989
- 1991 — Лирика / Джабир Новруз; [Перевод с азерб. А. Передреева; Вступ. ст. Б. Олейника; Худож. Гусейнов А.; О-во «Книга» Азерб. Респ.], 67,[3] с. ил. 9 см, Баку Язычы 1991